# Филип Малбашић
Филип Малбашић (Београд, 18. новембар 1992) српски је фудбалер.

## Клупска каријера
Малбашић је каријеру почео у београдском Радничком, да би 2010. године потписао за Рад. Две сезоне је провео у првом тиму Рада, након чега је у јулу 2012. потписао четворогодишњи уговор са немачким бундеслигашем Хофенхајмом. За екипу Хофенхајма није забележио ниједан наступ у сезони 2012/13, па је у јуну 2013. дошао на једногодишњу позајмицу у Партизан. Након сезоне у Партизану, Малбашића је Хофенхајм поново послао на позајмицу, овог пута у пољског прволигаша Лехију из Гдањска. На свом другом наступу за Лехију, Малбашић је доживео тежу повреду колена због које је пропустио већи део сезоне.
У јануару 2016. потписао је уговор са Војводином. У сезони 2016/17. постигао је 16 првенствених голова за новосадски клуб, а притом је забележио и шест асистенција. Почео је и сезону 2017/18. у Војводини. На шест утакмица у Суперлиги Србије је четири пута био стрелац. Крајем августа 2017. потписао је за шпанског друголигаша Тенерифе. Крајем јануара 2020. прослеђен је на шестомесечну позајмицу у Кадиз. Кадиз је на крају сезоне 2019/20. изборио пласман у Примеру, након чега је откупио Малбашићев уговор. Малбашић је наступио на 28 утакмица за Кадиз током такмичарске 2020/21. у шпанској Примери. Последњег дана летњег прелазног рока 2021. године, споразумно је раскинуо уговор са Кадизом. Током другог дела такмичарске 2021/22. наступао је за шпанског друголигаша Бургос. Крајем јула 2022. вратио се у новосадску Војводину, потписавши уговор до јуна 2024. године. У фебруару 2025. потписао је уговор са београдским ИМТ-ом.